# Magdeburger Reiter

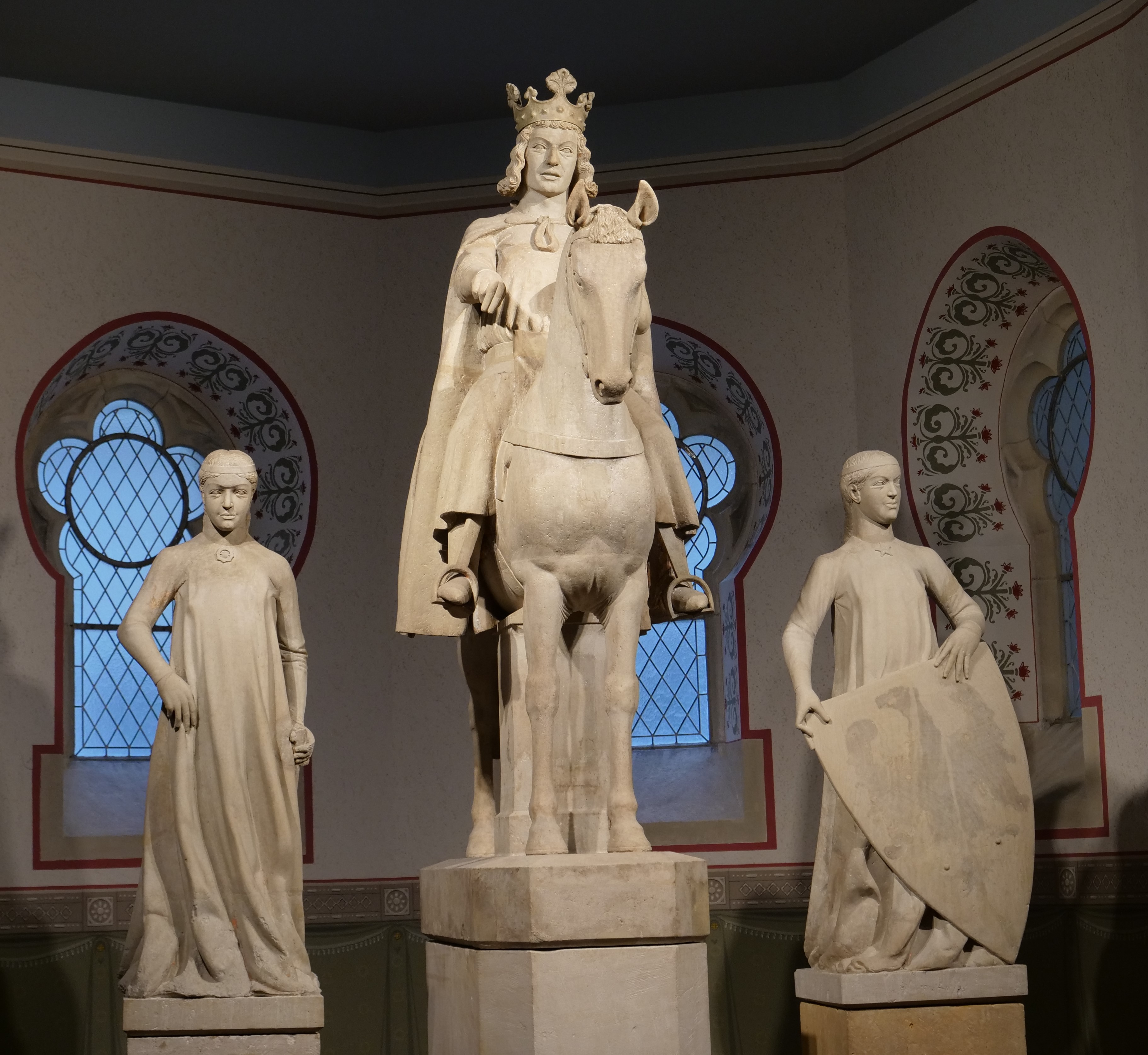
Magdeburger Reiter Kulturhistorisches Museum Magdeburg

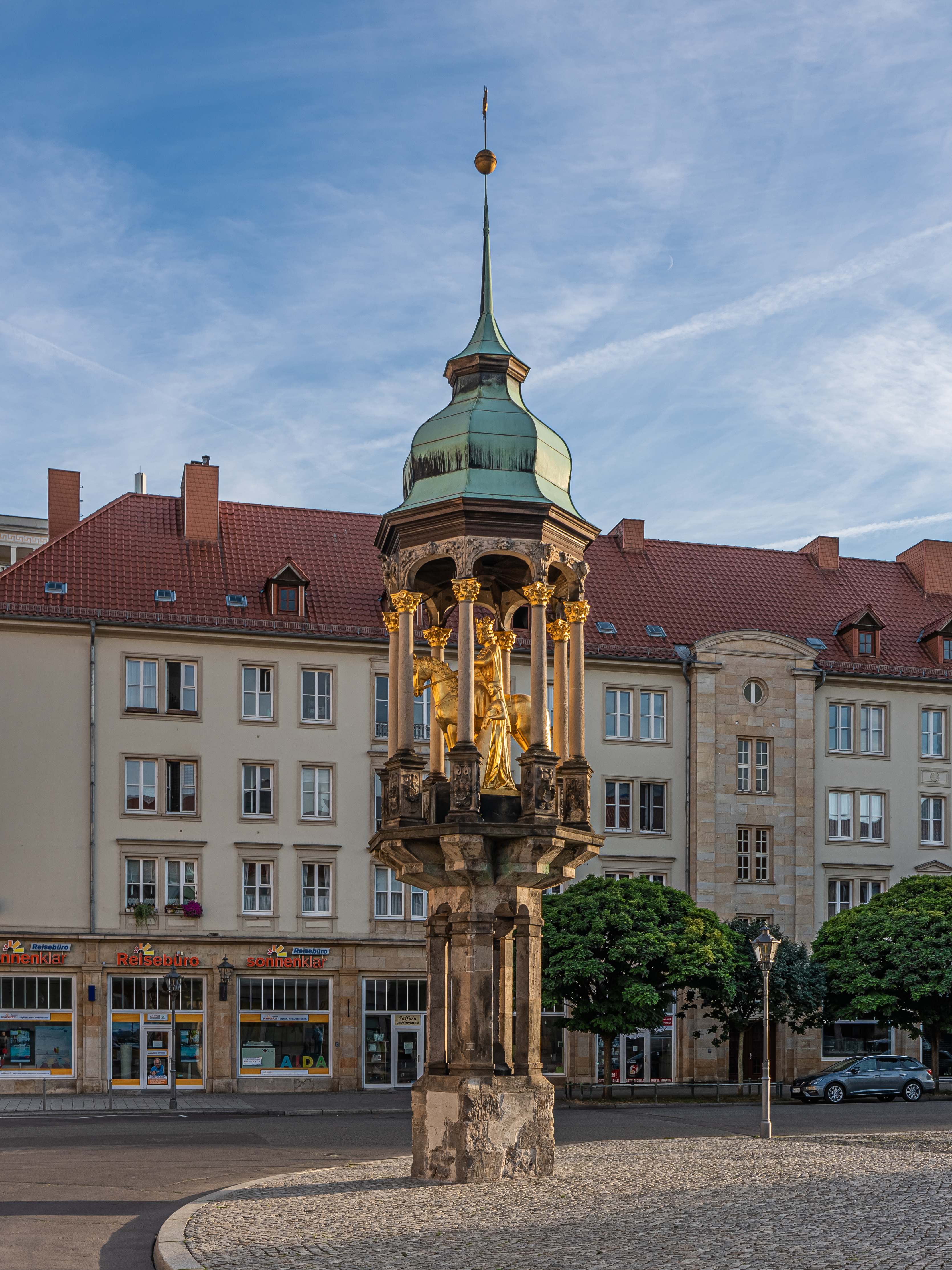
Kopie auf dem Alten Markt

Der Magdeburger Reiter ist ein Reiterstandbild, das um 1240 in der jüngeren Magdeburger Werkstatt angefertigt wurde. Es handelt sich um ein frühes lebensgroßes rundplastisches Reiterstandbild der mittelalterlichen Skulptur und gehört zu den erstrangigen Werken der europäischen Kunstgeschichte. Zwei Jungfrauen ergänzen ihn zu einer Figurengruppe. Die drei Statuen bestehen aus mehreren Blöcken eines feinkörnigen Sandsteins. Auf dem Alten Markt steht eine Kopie, das Original kann man im Kaiser-Otto-Saal im Kulturhistorischen Museum Magdeburg sehen.

## Figuren

### Reiter
Der Reiter sitzt aufrecht auf seinem Pferd und pariert es mit der linken Hand. Die Zügel sind nicht erhalten. Die rechte Hand ist mit einer hoheitsvollen Geste ausgestreckt; prunkvolle Kleidung und Krone weisen den Reiter als Herrscher aus. Er trägt Stiefel, sitzt auf einem Sattel, beide Füße sind in Steigbügel gestellt. Unter dem Gürtel trägt er ein Wehrgehänge mit Scheide und Schwert. Der über der Brust zusammengebundene Reisemantel fällt in Falten an den Flanken des Pferdes herunter. Die halblangen Locken des Reiters sind fein ausgearbeitet. Die Gesichtszüge sind markant, und der Mund des Herrschers scheint leicht geöffnet zu sein.
Mähne, Augen und Ohren des Pferdes sind stark stilisiert, ohne die Lebendigkeit des Tieres zu beeinträchtigen.

### Jungfrauen
Die beiden Frauenfiguren erreichen nur eine Höhe von 1,45 m, sind also dem Reiter untergeordnet dargestellt. Jungfrauen gehörten zum Auftritt des Herrschers vor seinem Volk. Die Falten der schweren Kleider sind auf dem Boden drapiert. Die Ärmel sind eng. Das Haar der beiden Jungfrauen ist im Nacken zum Zopf gebunden, sie tragen Stirnbänder. Die Gesichter der Begleiterinnen sind ausdrucksstark und stolz.
Die Jungfrauen unterscheiden sich in ihren Attributen. Die vom Betrachter aus gesehen rechte Jungfrau trägt einen Schild, auf dem ursprünglich vermutlich ein Reichsadler aufgemalt war. Die linke Jungfrau trug eine Fahnenlanze, welche nicht erhalten ist. Außerdem unterscheiden sich die beiden Figuren durch Details. Die Schildträgerin trägt eine sternförmige Brosche, die andere eine polygonal geformte Anstecknadel. Die Broschen deuten auf eine hohe Abkunft hin.

## Gestaltung
Der Magdeburger Reiter wurde während der aktuellen Restaurierung, die bis Ende Oktober 2015 dauert, von den Restauratoren auf Farbreste untersucht. Dabei wurde festgestellt, dass er ursprünglich, wie es in der Zeit üblich war, in den Farben Azuritblau, Grün, Rot und Weiß bemalt war und erst im 17. Jahrhundert vergoldet wurde.
Die aus circa 100 Einzelteilen bestehende Figurengruppe besteht aus unterschiedlichen Sandsteinen, das originäre Material, das im Reiter selbst noch vorhanden ist, kommt aus der Region um Bernburg. Ergänzungen und Reparaturen des 19. Jahrhunderts sind mit Materialien aus dem Elbsandsteingebirge gefertigt worden.

## Entstehung und Deutung
Magdeburg galt seit karolingischer Zeit als bedeutende Grenzpfalz zum slawischen Siedlungsgebiet an der mittleren Elbe. Auf dem großen Platz an der Nordseite des Doms stand seit der Zeit Ottos I. eine europaweit bekannte Pfalz. Das Gebäude war durch einen gedeckten Gang mit der unter Kaiser Otto errichteten Kloster- und Domkirche verbunden. Otto gilt als der eigentliche Stadtgründer, da er nicht nur den Grenzhandelsplatz ausbaute, sondern auch die vermutlich größte deutsche Kaiserpfalz auf dem späteren Domplatz anlegen ließ. Damit wurde sie zu einem Mittelpunkt kaiserlicher Herrschaft.
Mehrere Denkmäler halten die Erinnerung an Kaiser Otto wach, etwa das Grab des Kaisers im Dom oder die Ritzzeichnung außen am Ostflügel des Kreuzganges des Doms: Sie zeigt den thronenden Kaiser in strenger Frontalansicht. Auch die auf Befehl des Kaisers aus Oberitalien herangeschafften Spolien verweisen auf die Einflussnahme Ottos I.
Es ist nicht gesichert, ob und wer mit der Skulpturengruppe dargestellt wurde, auch der Anlass und der ursprüngliche Aufstellungsort sind unklar. Die Reiterstatue war das Hauptwerk des „Reitermeisters“. Der Name des Künstlers ist nicht überliefert. Er schuf außerdem die Statue des heiligen Mauritius im Magdeburger Dom.

### Platzierung
Das Original des Magdeburger Reiters befindet sich im Kaiser-Otto-Saal des Kulturhistorischen Museums Magdeburg, da eine Aufstellung am ursprünglichen Ort auf dem Marktplatz aus konservatorischen Gründen unmöglich geworden war.
Bis zur Herstellung einer Kopie 1966 stand der Magdeburger Reiter auf dem Magdeburger Alten Markt, zuerst unter einem frühgotischen Baldachin mit Spitzhelm und Zinnenkranz, 1651 wurde der Baldachin durch eine barocke Ausformung ersetzt. Eine Zeichnung aus der Spätrenaissance belegt, dass offenbar schon im 14. Jahrhundert ein weitreichender Umbau stattgefunden hatte, da damals der gesamte Sockel erneuert worden war. Es wurden vier Tragefiguren vor den vier Pfeilern des Sockels angebracht. Das Tabernakel hebt den Reiter in eine hoheitsvolle, sakrale, politische und rechtliche Position über die unter ihm stehende, zu ihm aufblickende Menge.
Die Skulpturen des Denkmals Magdeburger Reiter waren im Zweiten Weltkrieg wegen der Luftangriffe auf Magdeburg im Elbebunker gesichert.

### Kopie auf dem Alten Markt in Magdeburg

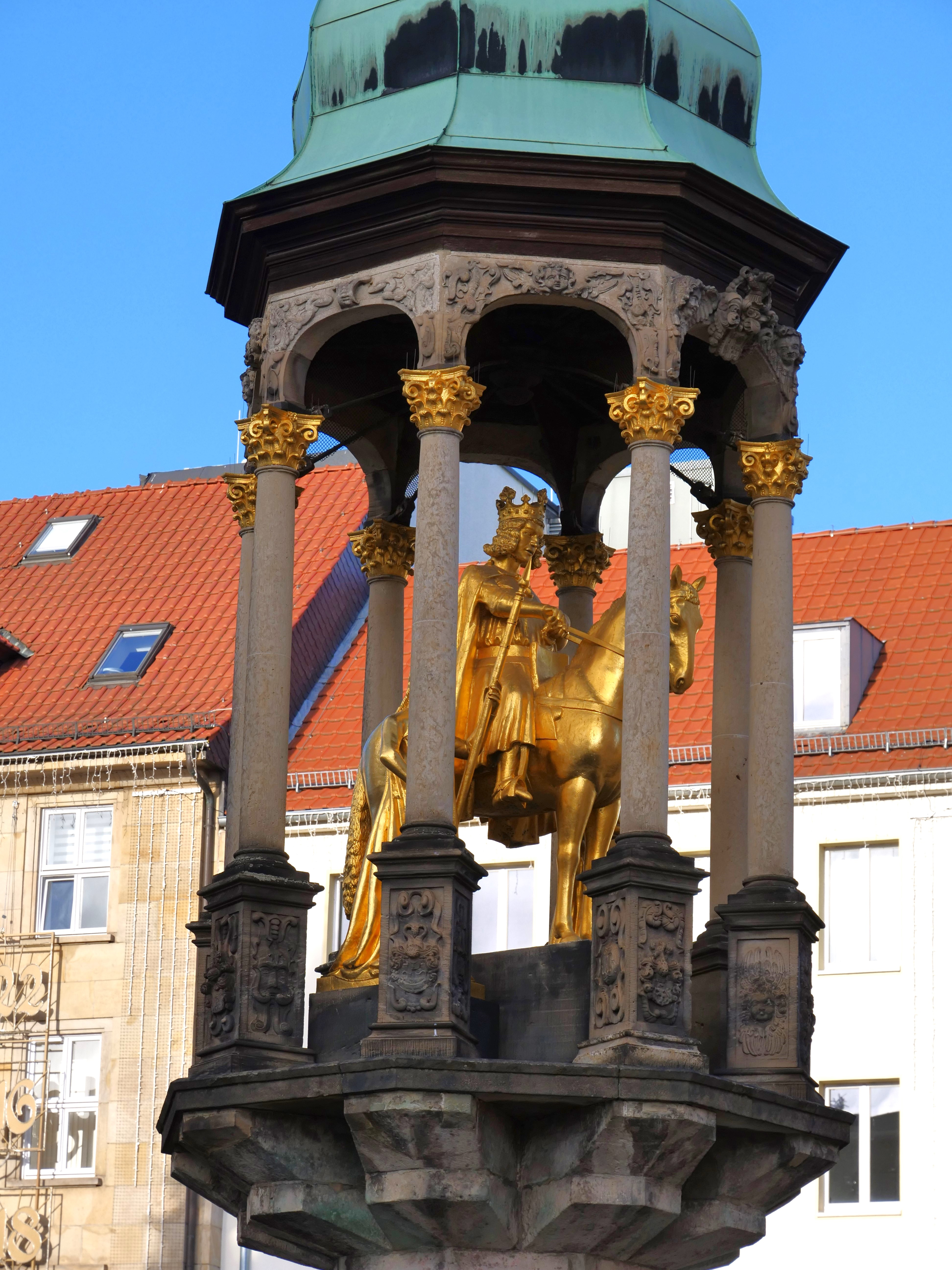
Eingehauste Kopie

Der Bildhauer Heinrich Apel stellte 1966 eine Kopie des Standbildes her. Die Statuengruppe unter dem Baldachin des Denkmalgehäuses fand ihren Platz auf dem Alten Markt und wurde im Jahr 2000 vergoldet. Es wurden mehrfach Veränderungen am Gehäuse unternommen. Haube und Baldachin stammen aus dem späten 17. und mittleren 18. Jahrhundert. Man entschied sich, auf die im späten 19. Jahrhundert „wiederhergestellten“ Tragefiguren der vier Kurfürsten (von denen drei damals ganz neu geschaffen worden waren) zu verzichten. Diese Tragefiguren befanden sich vor den vier schlanken Pfeilern des Sockels.

### Symbolik
Es gibt verschiedene Deutungen, wen der Magdeburger Reiter darstellt. Für Kaiser Otto I. spricht der Standort auf dem Alten Markt. Eine der weiblichen Begleitfiguren trägt einen Schild mit dem Reichsadler, die andere eine Fahnenlanze – beides Symbole des Kaisers. Da der Magdeburger Reiter vor dem Gerichtsplatz aufgestellt wurde, ist anzunehmen, dass das Denkmal auch die vom Kaiser verliehene Gerichtshoheit darstellen soll. Kaiser Otto gründete nicht nur die Stadt, sondern auch das Erzbistum Magdeburg und wurde von den Bürgern Magdeburgs über längere Zeiträume verehrt.
Die Reiterstatue ist eines der Wahrzeichen der Stadt. Sie war ein Sinnbild für die Freiheit der Stadt, da Kaiser Otto als Garant der städtischen Selbstständigkeit gesehen wurde. Otto war seit der Einrichtung des Erzbistums Magdeburg Stadtherr. Die Stadt konnte sich im Verlauf des 13. und 14. Jahrhunderts dem Einfluss des Erzbischofs entziehen. Die städtische Freiheit galt es zu verteidigen. Das Standbild symbolisierte die Freiheit der Bürger, da sie sich ausschließlich der kaiserlichen Herrschaft verpflichtet fühlen mussten, mehr auch nicht.

## Karl der Große als Vorbild
Reiterstandbilder waren bereits in der Antike ein Herrschaftssymbol. Diese Tradition wurde von Karl dem Großen fortgesetzt. So ließ er das Reiterstandbild Theoderichs im Jahre 801 aus Oberitalien nach Aachen bringen, – vermutlich da es keine fränkischen Künstler gab, die ein Standbild in ähnlicher Qualität hätten meißeln können. Der Kaiser ließ diese Skulptur vor der Pfalz aufstellen. Dieses Reiterstandbild ist nicht erhalten, aber literarische Quellen geben an, dass es „dem großen Kaiser nicht zuletzt die Achtung und Verehrung als weströmischer Kaiser und die Gleichrangigkeit mit dem oströmischen, in Byzanz residierenden, sichern“ sollte. Außerdem entstand um 870 eine Reiterstatuette aus der jüngeren Metzer Schule, welche nach einer bis in das 16. Jahrhundert zurückverfolgbaren Lokaltradition den reitenden Herrscher Karl den Großen darstellt. Diese Statue befindet sich im Pariser Louvre.
Kaiser Otto sah sich in der Tradition Karls des Großen. Der ottonische Kaiser beanspruchte die Führung des Abendlandes für sich und ließ Magdeburg als „neues Aachen“ ausbauen. Das macht es ziemlich wahrscheinlich, dass bereits zu Ottos Lebzeiten vor seinem Palast ein Reiterstandbild aufgestellt wurde, das aber nicht erhalten geblieben ist.

Historische Ansichten
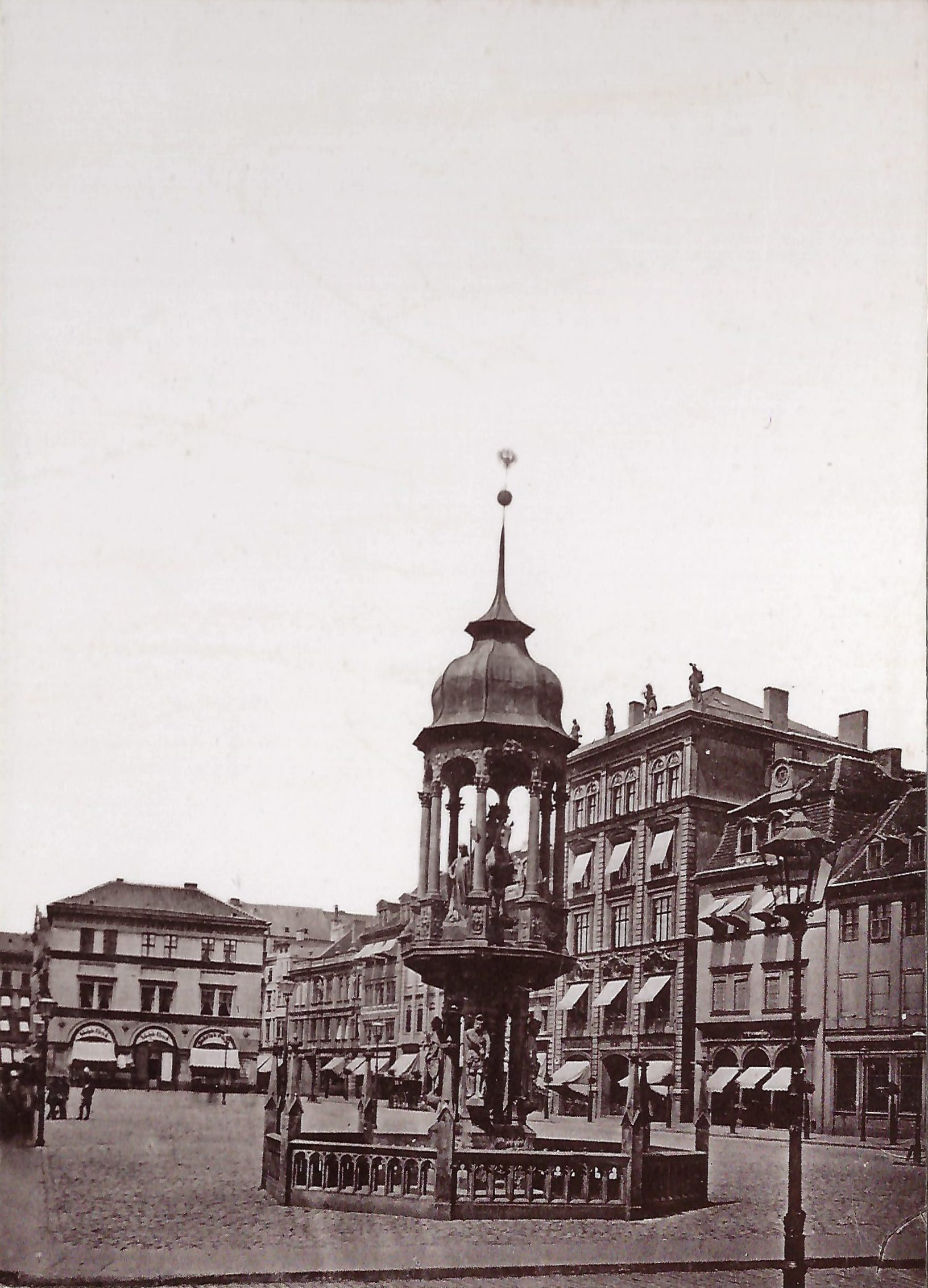
Vor 1890
1902
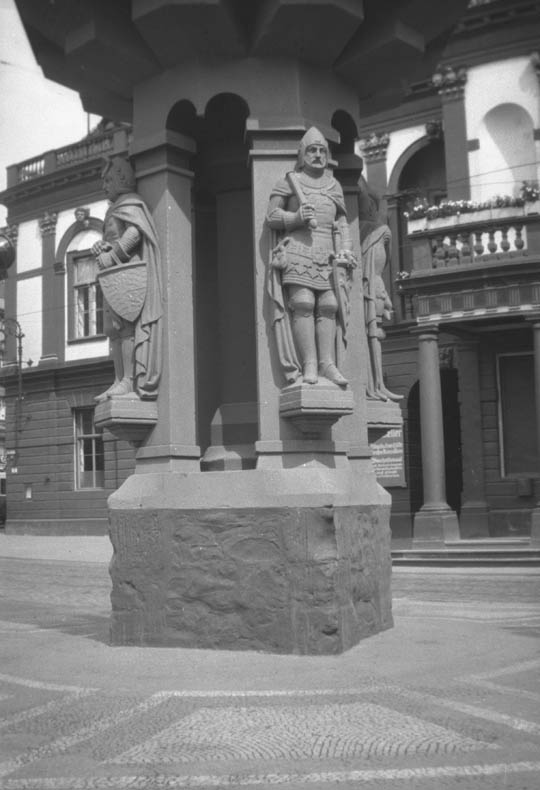
Fuß des Standbilds im Jahr 1927
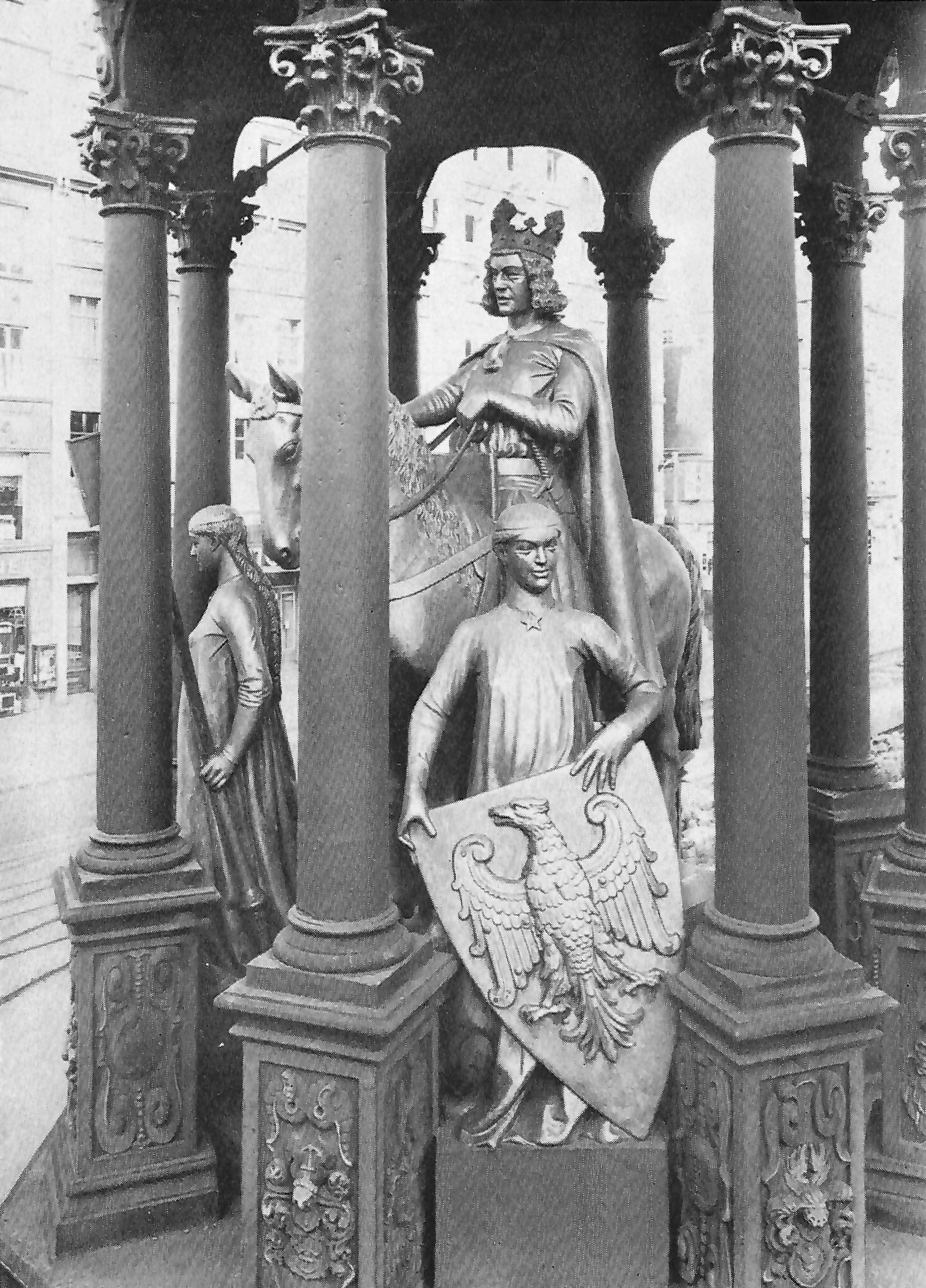
Kaiser-Otto-Denkmal in den 1930er Jahren
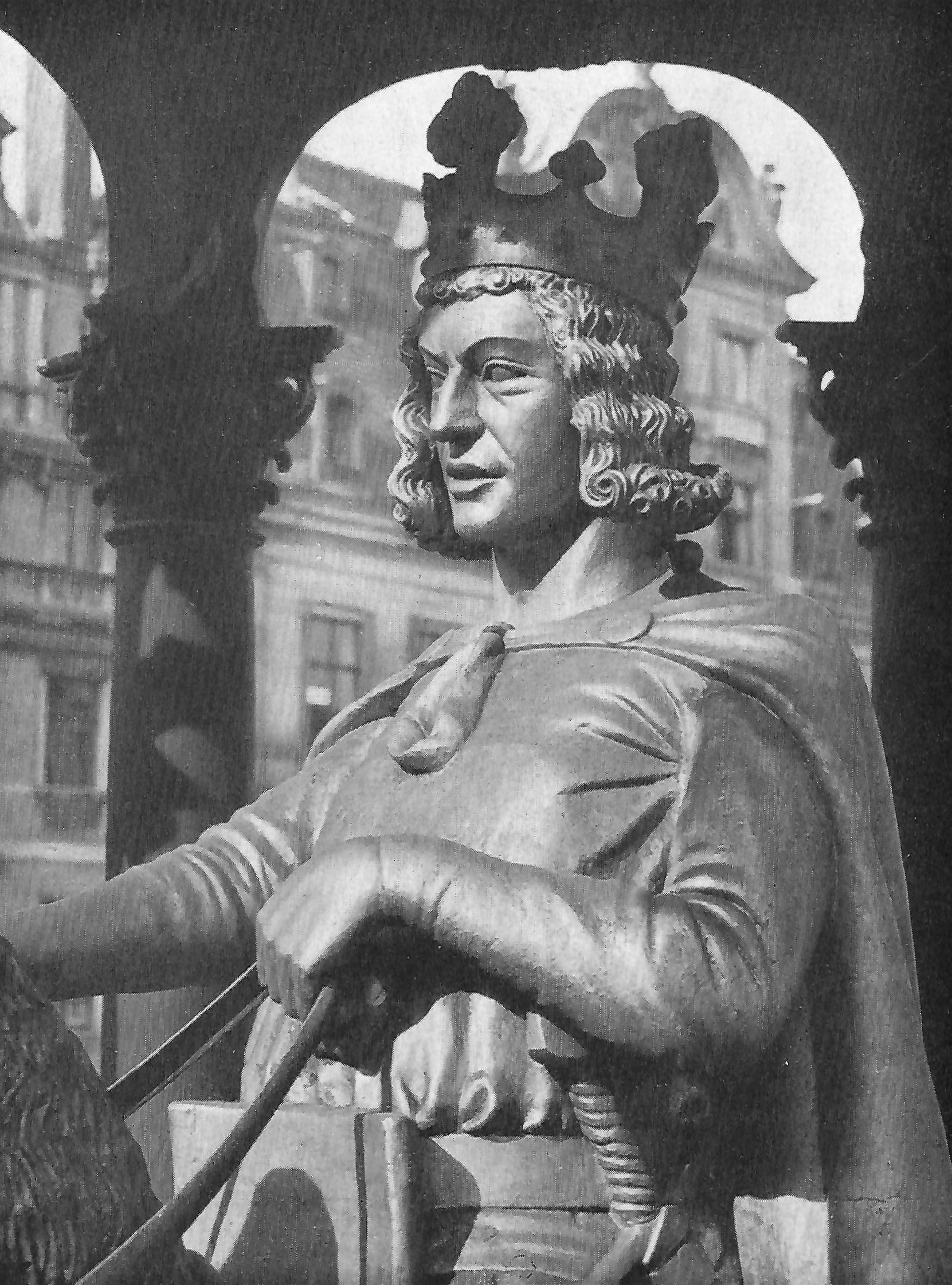
Magdeburger Reiter in den 1930er Jahren

## Sagen
Um das Reiterstandbild ranken sich Sagen. So soll sich der Reiter mitsamt Pferd in der Neujahrsnacht während der zwölf Schläge der Johanniskirche einmal um seine Achse drehen. Eine andere Sage schildert, dass der Reiter um Mitternacht mit Pferd vom Sockel springt, um das Rathaus zur Johanniskirche, von dort über den Fürstenwall zum Magdeburger Dom und dann vom Domplatz über den Breiten Weg zurück zum Alten Markt reitet, wo er pünktlich um 1.00 Uhr nachts wieder auf seinen Sockel springt.